# Valle Vista (California)
Valle Vista es un lugar designado por el censo (en inglés, census-designated place, CDP) situado en el condado de Riverside, California, Estados Unidos. Según el censo de 2020, tiene una población de 16 194 habitantes.

## Geografía
La localidad está ubicada en las coordenadas 33°44′36″N 116°53′20″O / 33.74333, -116.88889 (33.743363, -116.888783). Según la Oficina del Censo, tiene una superficie total de 18.31 km², de los cuales 17.86 km² corresponden a tierra firme y  0.45 km² están cubiertos de agua.

## Demografía
Según el censo de 2000, en ese momento los ingresos medios de los hogares eran de $32,455 y los ingresos medios de las familias eran de $44,504. Los hombres tenían ingresos medios por $45,765 frente a los $26,250 que percibían las mujeres. Los ingresos per cápita eran de $18,130. Alrededor del 11.7% de la población estaba por debajo de la línea de pobreza.
De acuerdo con la estimación 2017-2021 de la Oficina del Censo, los ingresos medios de los hogares son de $59,656 y los ingresos medios de las familias son de $64,375. Los ingresos per cápita en los últimos doce meses, medidos en dólares de 2021, son de $26,338. Alrededor del 16.0% de la población está por debajo de la línea de pobreza.